# (6854) 1987 UG
(6854) 1987 UG (1987 UG, 1953 TA3, 1953 VG3, 1983 RS) — астероїд головного поясу, відкритий 20 жовтня 1987 року.
Тіссеранів параметр щодо Юпітера — 3,479.